# Perisama mola
Perisama mola är en fjärilsart som beskrevs av Paul Dognin 1899. Perisama mola ingår i släktet Perisama och familjen praktfjärilar. Inga underarter finns listade i Catalogue of Life.